# Mohawk

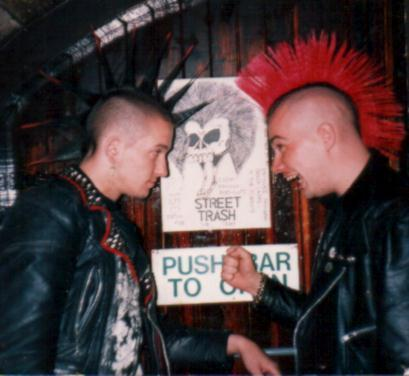

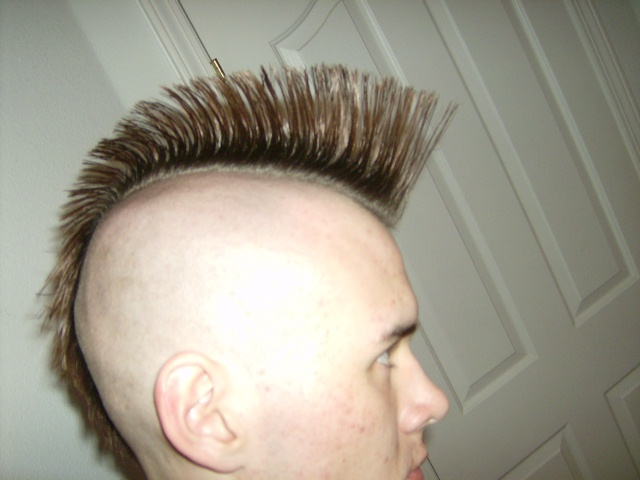

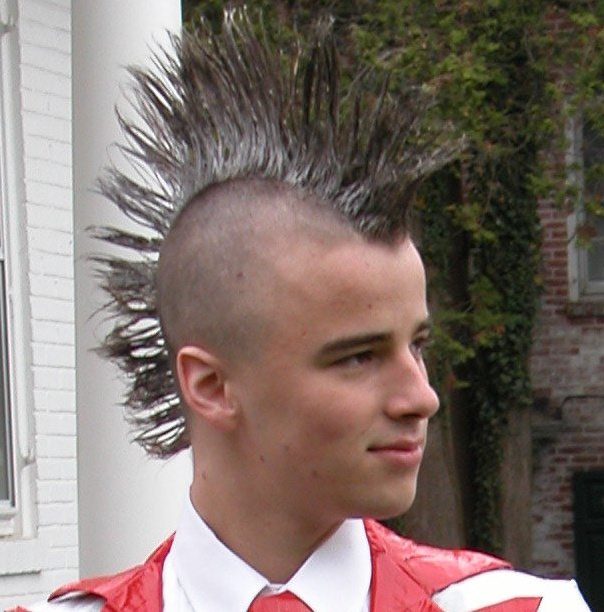

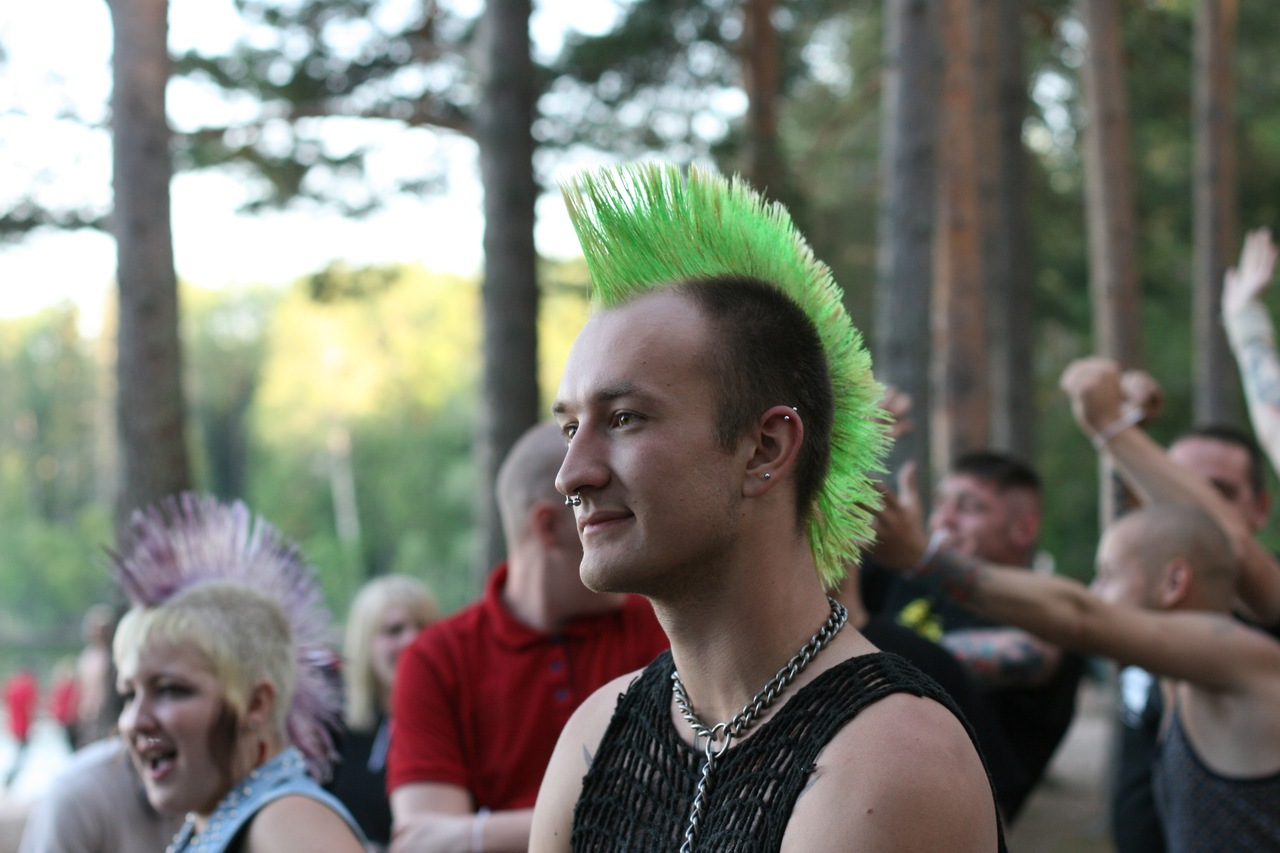
punk’s hair

Mohawk este un tip de coafură în care părțile laterale ale capului sunt rase de păr, sau lăsate cu păr foarte scurt, iar pe centru este lăsată o ”creastă”.
Acest tip de frizură își are rădăcinile la triburile indigene de amerindieni din America de Nord și în prezent este în mare parte populară prin rândurile adepților subculturii punk, subculturii goth și uneori a adepților ideologiei neonazismului.

## Bibliografie

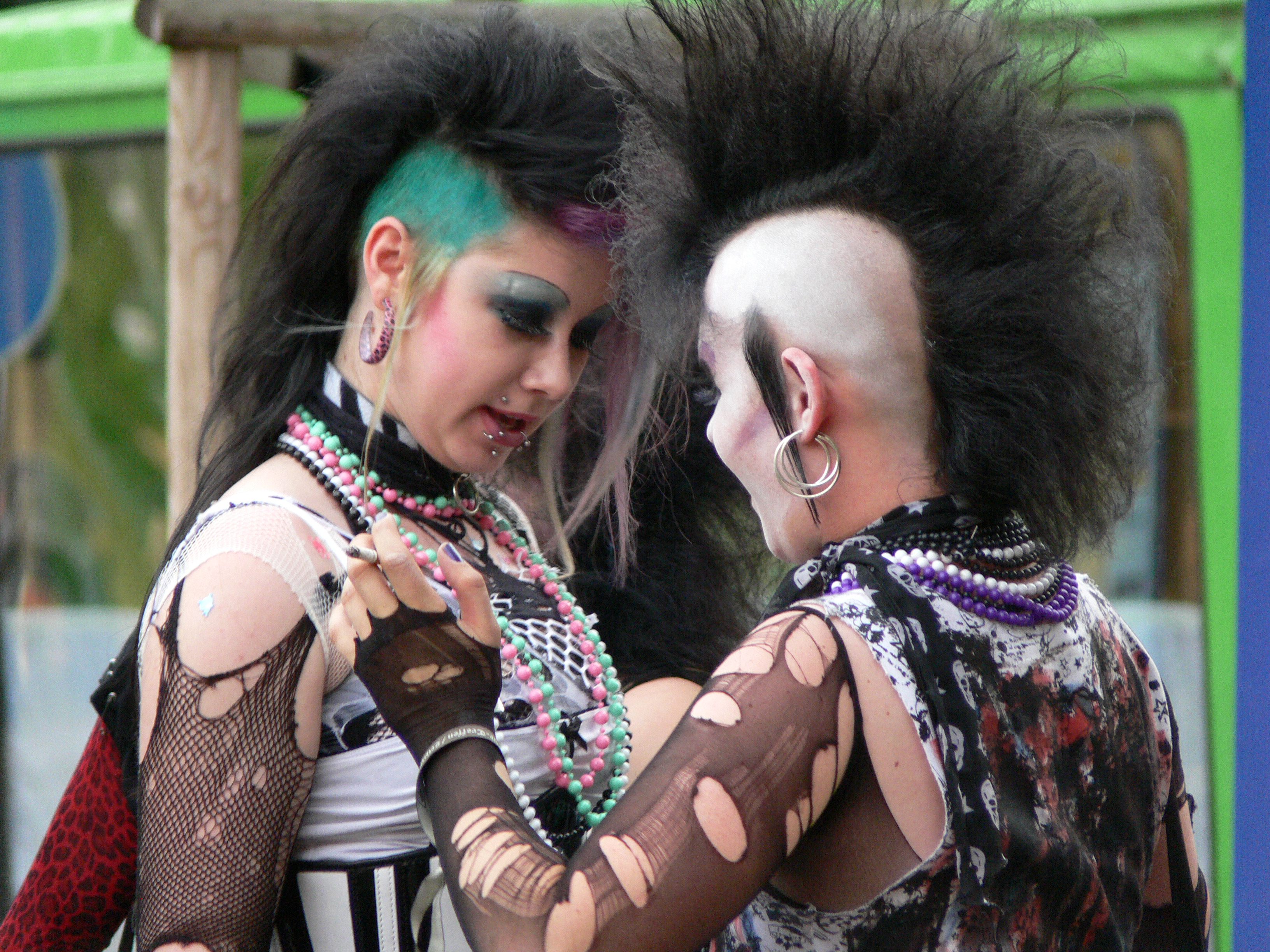
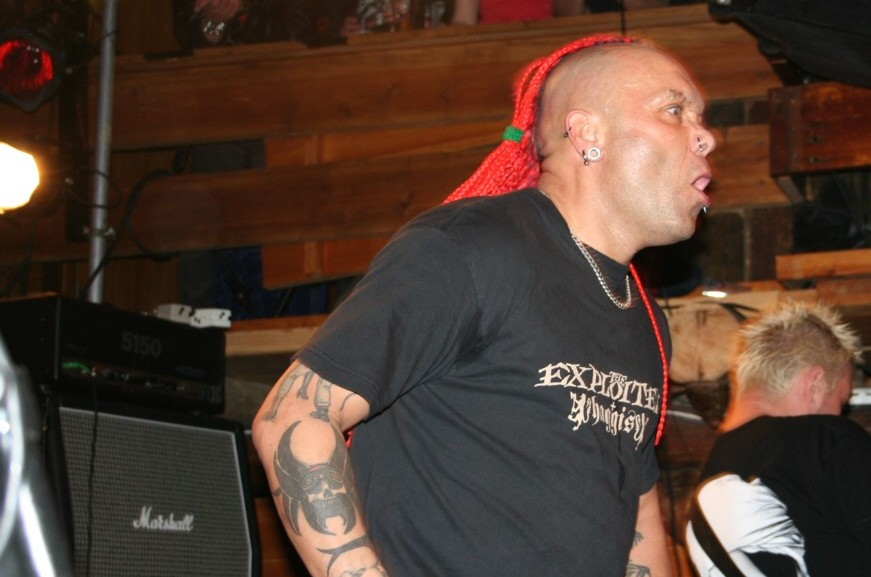
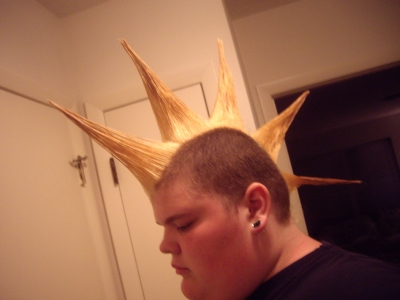
Exemplu de mohawk cu spice
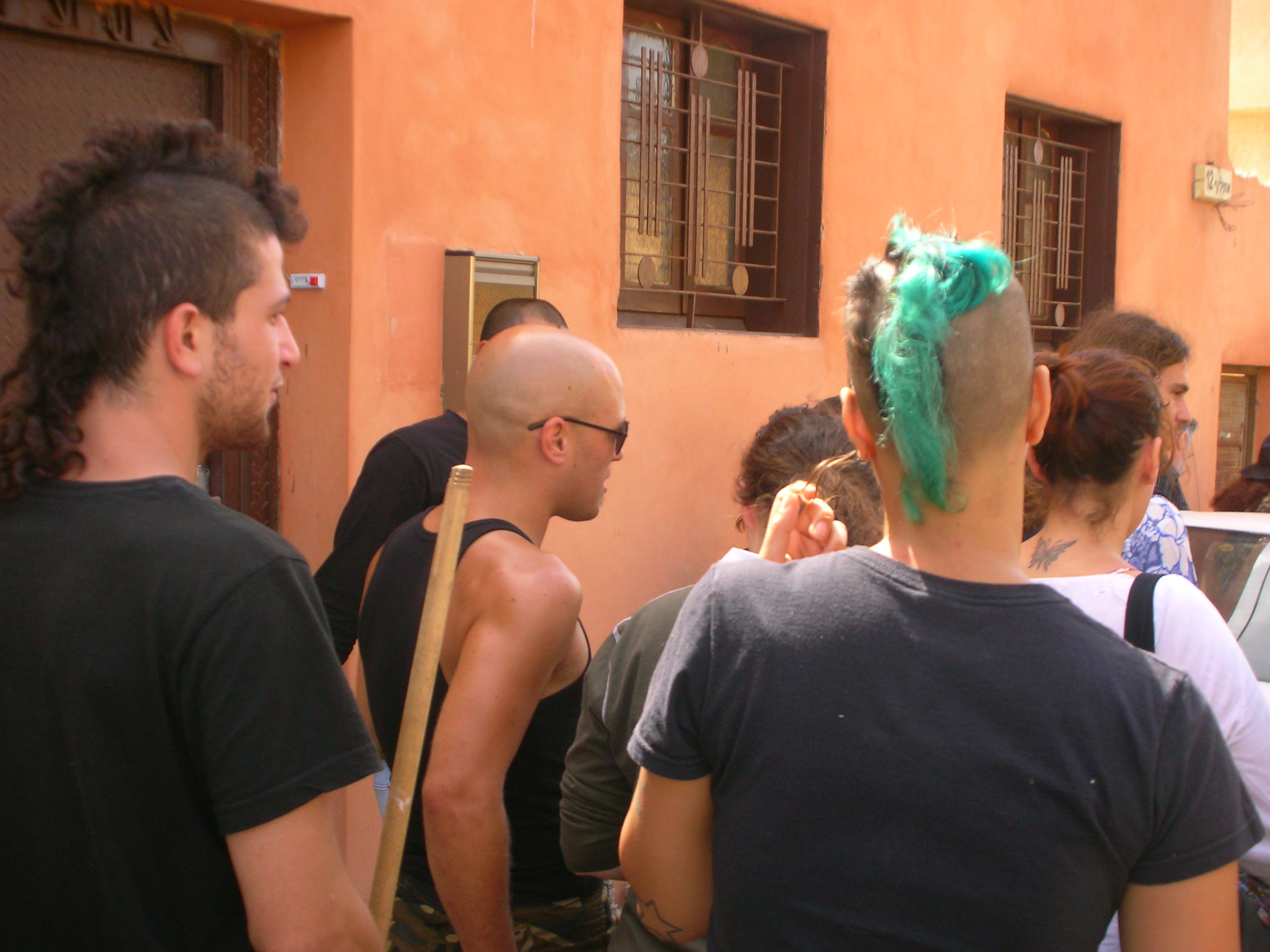
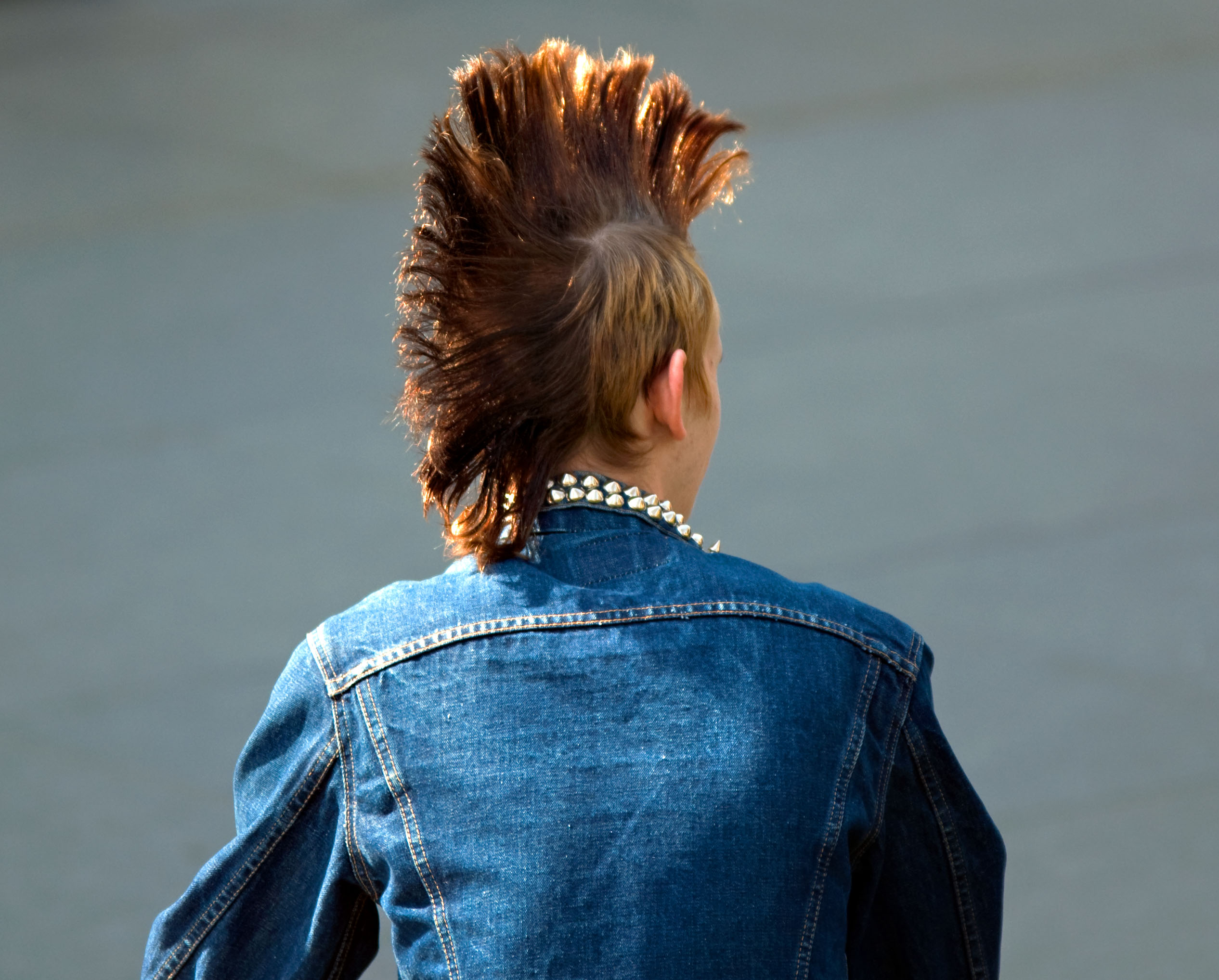